# ノア・ミュージック・ミニストリー
ノア・ミュージック・ミニストリーは、日本のコンテンポラリー・ワーシップ・ミュージックの一つで、神木イエス・キリスト教会（三谷和司牧師）の礼拝賛美の奏楽奉仕者で結成されているゴスペルグループである。CDの発表と演奏活動を行っている。

## 活動
- ノアの活動は、主にCDの制作であり、現在300曲以上のオリジナルの曲を発表している。
- 市販されているCDは10枚ある。
- 作詞作曲者はすべて「ノア」と記されており、個人名を明らかにしていない。

## 代表的な賛美
- 「もうふりむかない」
- 「フリー」
- 「このままの姿で」
- 「愛あいアイ」
- 「真昼のように」など

## 著作権システム
- ノアは、著作権法に則り、1992年からSGM（Sharing Gospel Music）という新しい著作権の概念のシステムを提唱している。これは、「賛美」は神のものであり、全てのクリスチャンの共有財産であるという理念に基く。SGMに指定してある楽曲は、キリスト教教化（福音宣教）の目的のためにメロディーや歌詞を自由にアレンジしたり、教会等で作る歌集・録音等に自由に使用、コピーすることができる。現在、ノアのCDにはすべてSGMマークがついている。